# Las Herencias
Las Herencias es un municipio y localidad española de la provincia de Toledo, en la comunidad autónoma de Castilla-La Mancha. El término, con una población de 792 habitantes (INE 2024), incluye los núcleos de Las Herencias y de El Membrillo.

## Toponimia
Las Herencias, significa las "heredades", que eran los derechos que poseían los labriegos de un pequeño caserío llamado La Peña. Estos derechos se abandonan por insano en 1488.

## Geografía

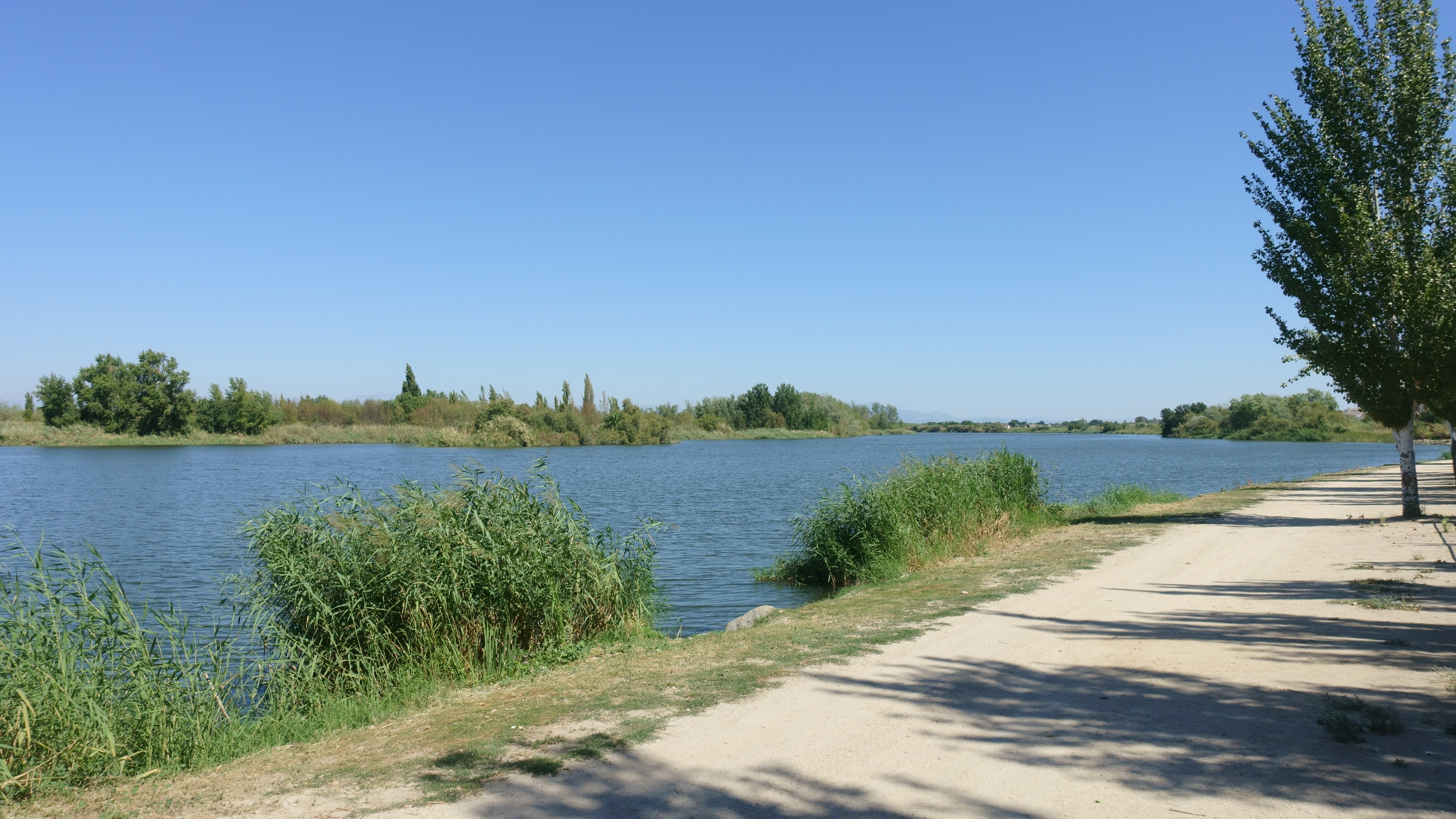
El Tajo a su paso por Las Herencias

Integrado en la comarca de La Jara, se sitúa a 93 km de la capital provincial. El término municipal está atravesado por la carretera nacional N-502 entre los pK 124 y 132, además de por la carretera autonómica CM-4102 (Talavera de la Reina-Los Navalmorales). 
El relieve del municipio es predominantemente llano con algunos cerros aislados. Por el norte y oeste discurre el río Tajo, el cual represa sus aguas en el embalse de Azután. La altitud oscila entre los 582 m en el extremo suroriental (cerro Carrasco) y los 357 m a orillas del río Tajo. El pueblo se alza a 363 m sobre el nivel del mar. 
| Noroeste: Talavera de la Reina | Norte: Talavera de la Reina | Noreste: La Pueblanueva                              |
| Oeste: Calera y Chozas         |                             | Este: La Pueblanueva y San Bartolomé de las Abiertas |
| Sudoeste: Belvís de la Jara    | Sur: Alcaudete de la Jara   | Sudeste: San Bartolomé de las Abiertas               |

## Historia
La zona estuvo poblada en la antigüedad por pueblos íbero-celtas, y más tarde por los romanos y los musulmanes como prueba la torre de Ben Cachón. En 1801 se desplomó sobre el río una gran parte de terreno en la barranca blanca del castillo dejando al descubierto restos arqueológicos. En excavaciones posteriores se encontraron sepulcros con inscripciones arábigas.
Tras la reconquista comenzó a repoblarse la zona a partir del siglo XIII, generalmente por castellanos procedentes de Talavera.
A mediados del siglo XIX había 180 casas y el presupuesto municipal ascendía a 7000 reales de los cuales 2800 eran para pagar al secretario.

## Demografía
Cuenta con una población de 792 habitantes (INE 2024).
| Gráfica de evolución demográfica de Las Herencias entre 1842 y 2021                                                   |
| |
| Población de derecho según los censos de población del INE. Población de hecho según los censos de población del INE. |

| 727           | 728 | 735 | 753 | 755 | 724 | 718 | 735 | 744 | 759 |
| (Fuente: INE) |     |     |     |     |     |     |     |     |     |

NOTA: La cifra de 1996 está referida a 1 de mayo y el resto a 1 de enero.

## Administración
| Periodo   | Nombre                   | Partido       |
| --------- | ------------------------ | ------------- |
| 1979-1983 | Francisco García Ramos   | PSOE          |
| 1983-1987 | Francisco García Ramos   | PSOE          |
| 1987-1991 | Francisco García Ramos   | PSOE          |

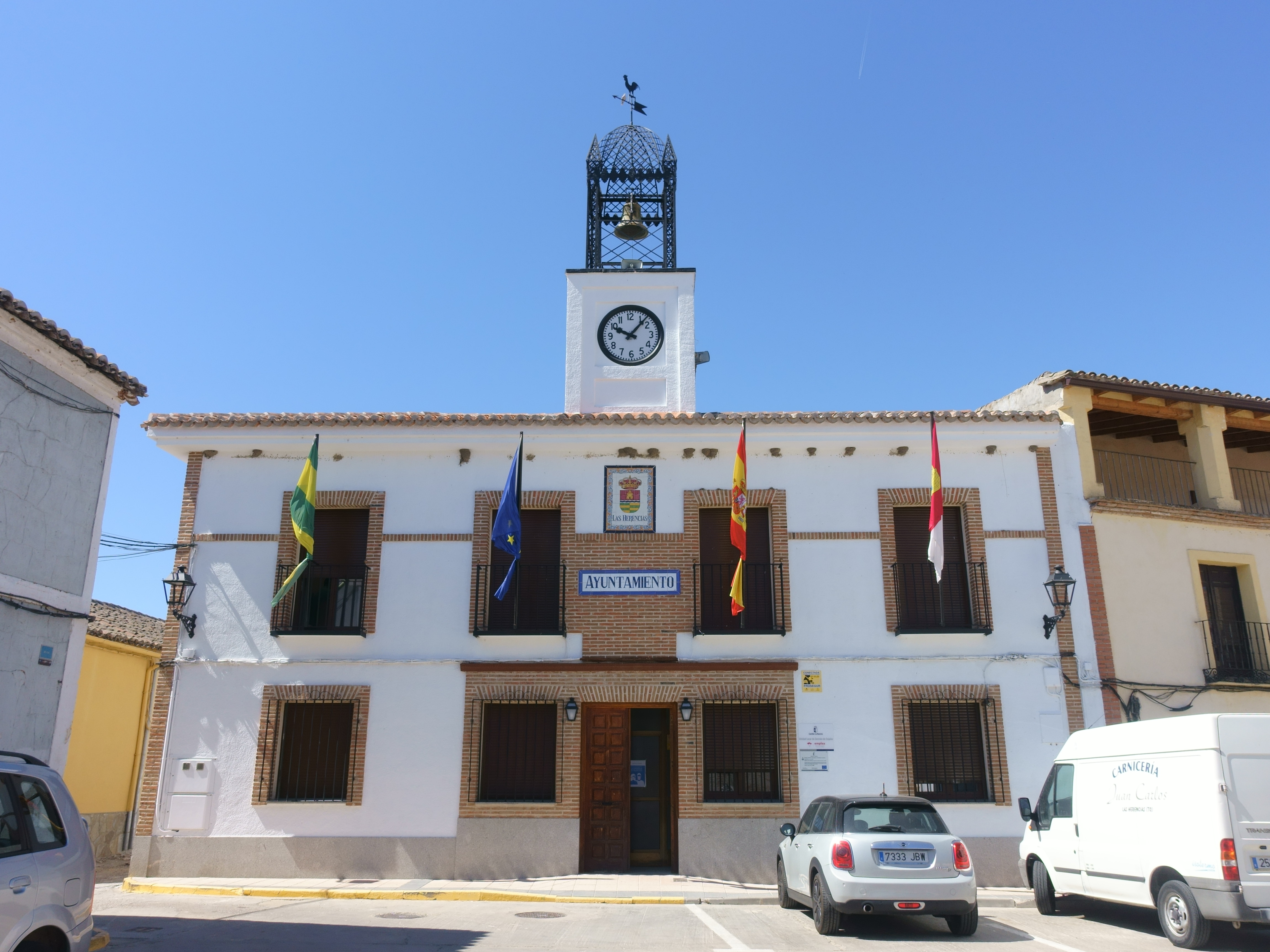
Casa consistorial

| 1991-1995 | José María García Moreno | Independiente |
| 1995-1999 | José María García Moreno | Independiente |
| 1999-2003 | Gabriel Ignacio Sánchez  | Independiente |
| 2003-2007 | Francisco García Ramos   | PSOE          |
| 2007-2011 | Pedro Díaz Moreno        | PP            |
| 2011-2015 | Pedro Díaz Moreno        | PP            |
| 2015-2019 | Pedro Díaz Moreno        | PP            |
| 2019-2023 | Pedro Díaz Moreno        | PP            |

## Patrimonio
- Yacimiento de Arroyo Manzanas.

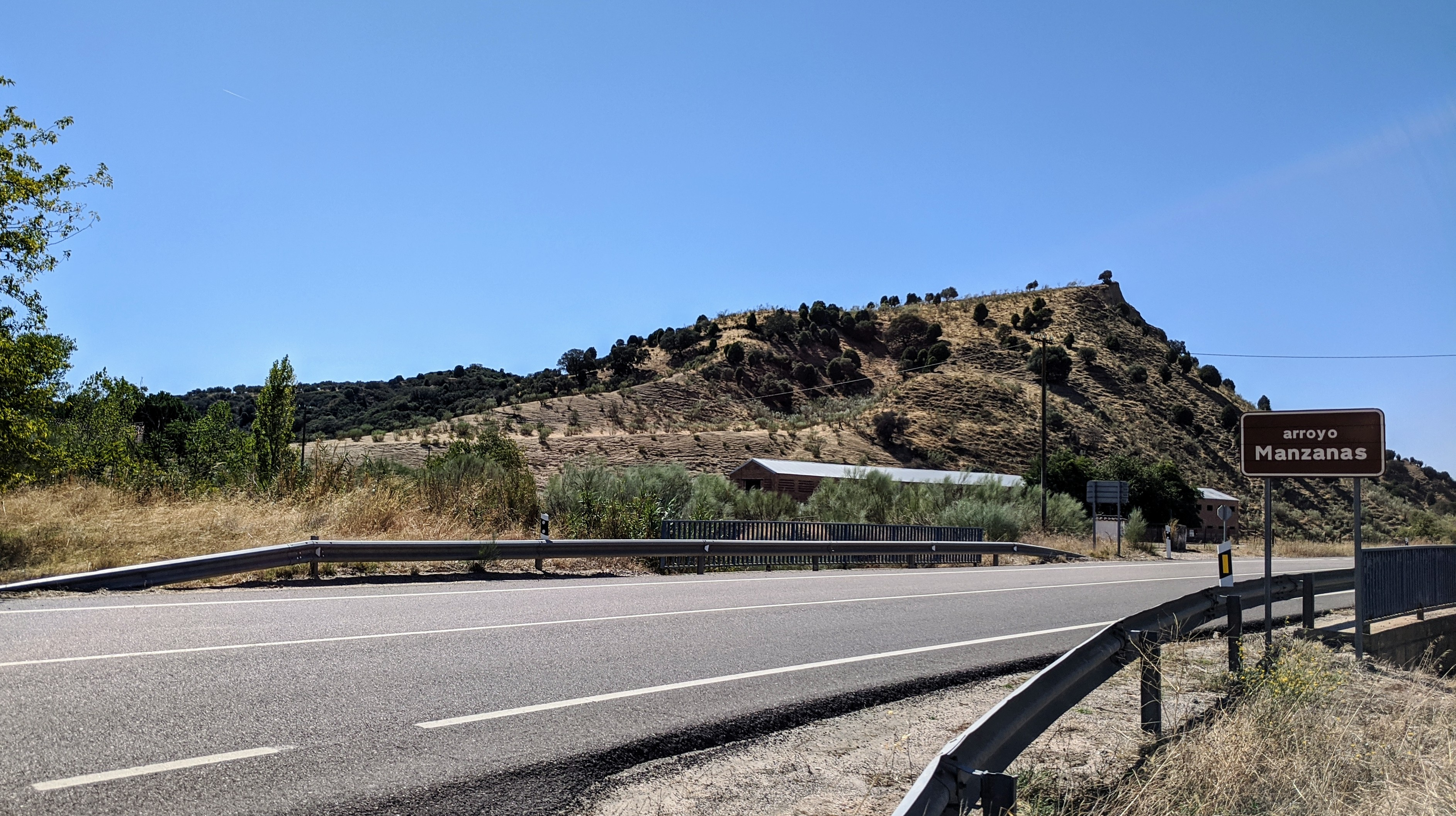
Vista del cerro donde se ubica el yacimiento de Arroyo Manzanas

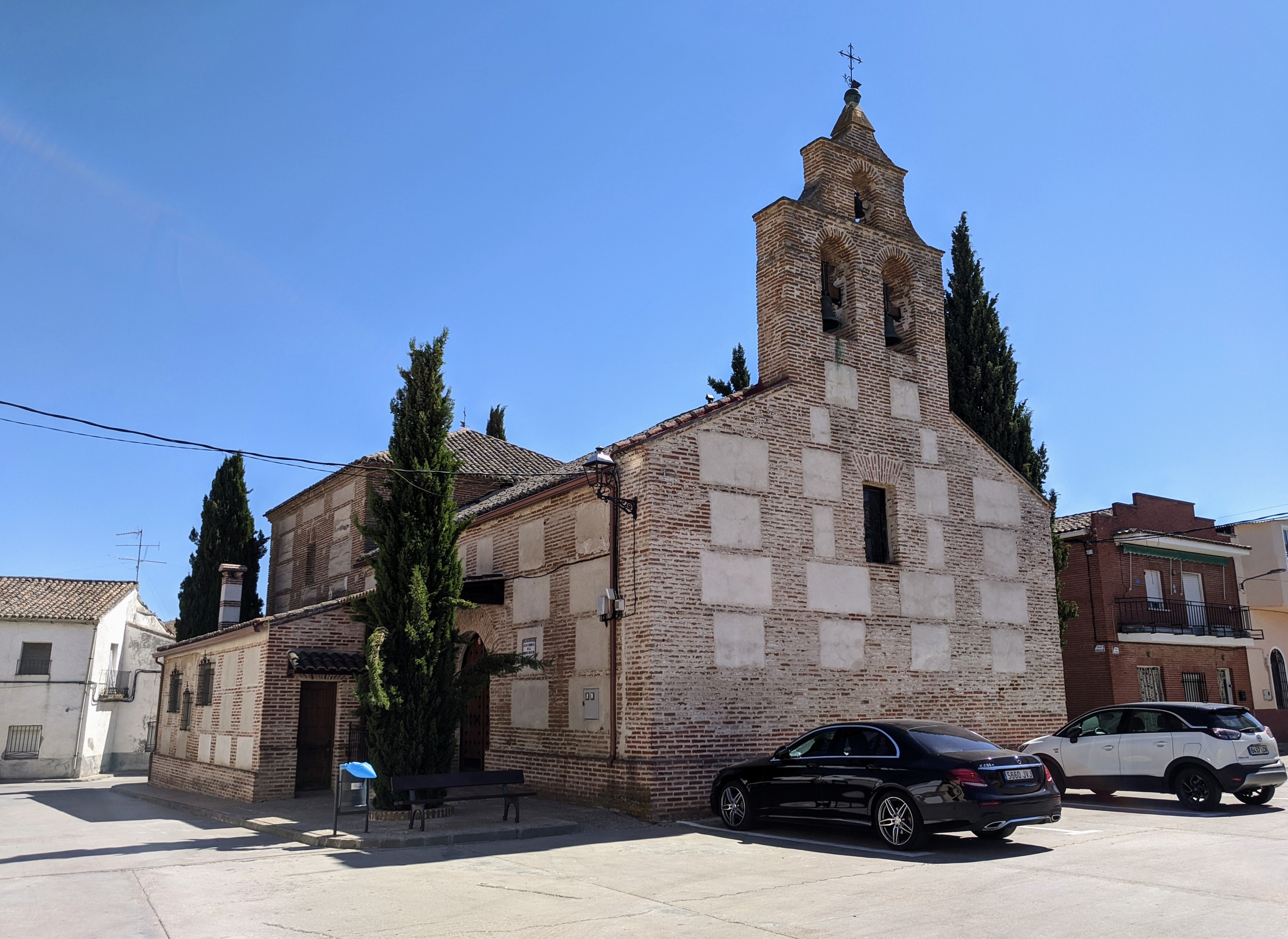
Iglesia de la Purísima Concepción

- Iglesia parroquial de la Inmaculada Concepción.
- Ermita de la Virgen de la Paz.

## Fiestas
- 14 de septiembre: Santísimo Cristo de Veracruz.